# Jinja
Jinja ist eine Stadt im Südosten Ugandas mit etwa 76.000 Einwohnern. Sie ist die viertgrößte Stadt Ugandas und Hauptstadt des Distrikt Jinja. Sie liegt nahe dem Austritt des Weißen Nils an der Küste des Viktoriasees.

## Geschichte
Jinja wurde 1901 als Handelsposten gegründet.

## Infrastruktur
Jinja hat einen Bahnhof der Eisenbahnlinie der Uganda Railway, die die Stadt mit Nairobi und Mombasa am Indischen Ozean sowie mit der Hauptstadt Kampala verbindet. Der Personenverkehr wurde 1997 eingestellt, der Eisenbahn obliegt seitdem nur der Frachtverkehr. Zudem hat Jinja einen Hafen, der für den Warenverkehr über den Viktoriasee genutzt wird. In der Nähe liegt der Owen-Falls-Damm, welcher für nahezu die gesamte Stromversorgung in Uganda und in Teilen Kenias verantwortlich ist.
An Jinja vorbei führt eine Umgehungsstraße, die den Hauptverkehr zwischen Kenia und Kampala an der Stadt vorbei lenkt.

## Wirtschaft
Es werden an landwirtschaftlichen Produkten Baumwolle, Zuckerrohr, Mais und Erdnüsse in der Umgebung produziert. Die Industrie produziert Kupfer, Metall- und Holzwaren, Textilien und Seife. Derzeit wird ein Wasserkraftwerk errichtet, das Strom für mehr als fünf Millionen Haushalte liefern soll (Bujagali-Staudamm).

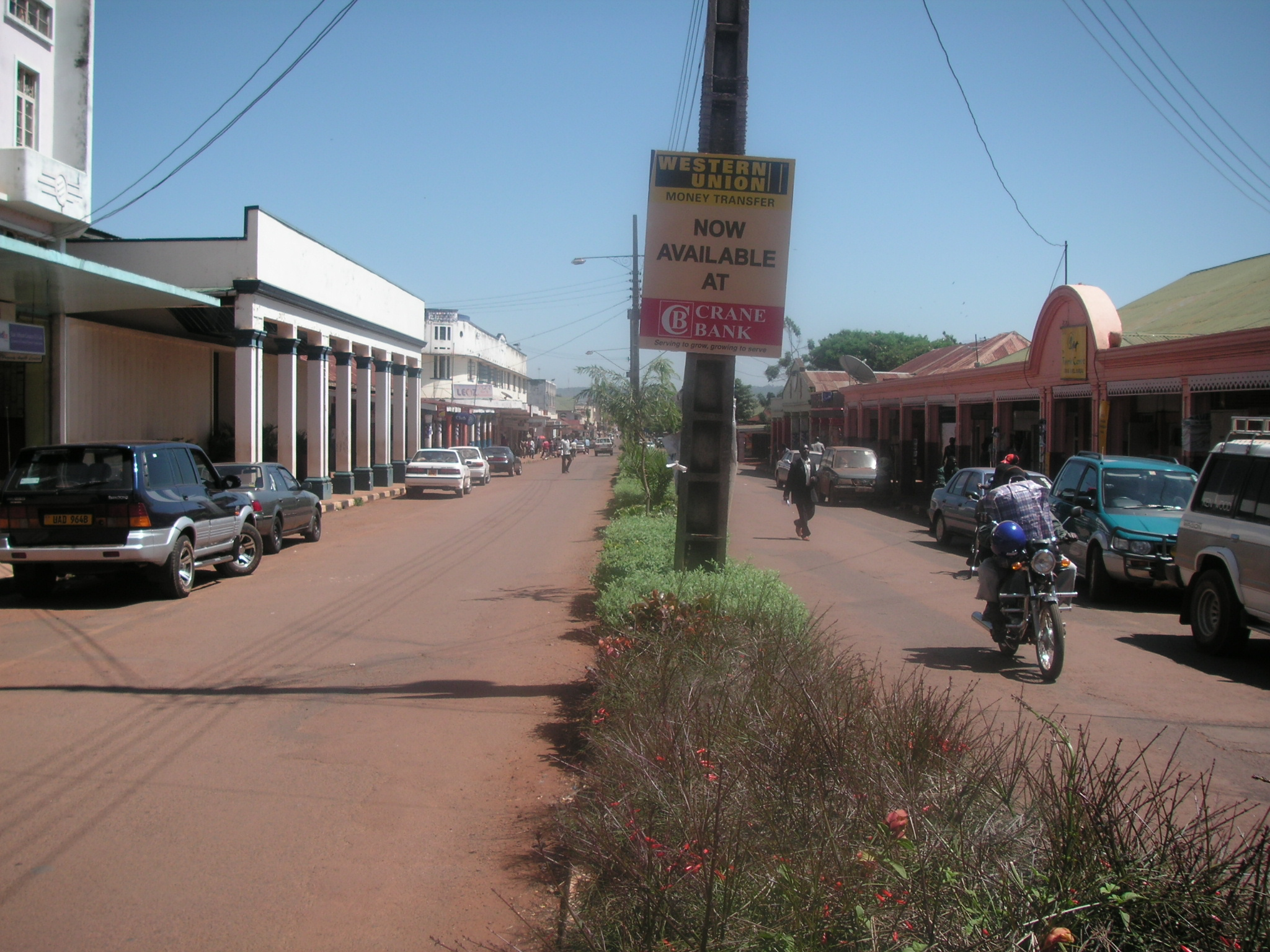
Main Street
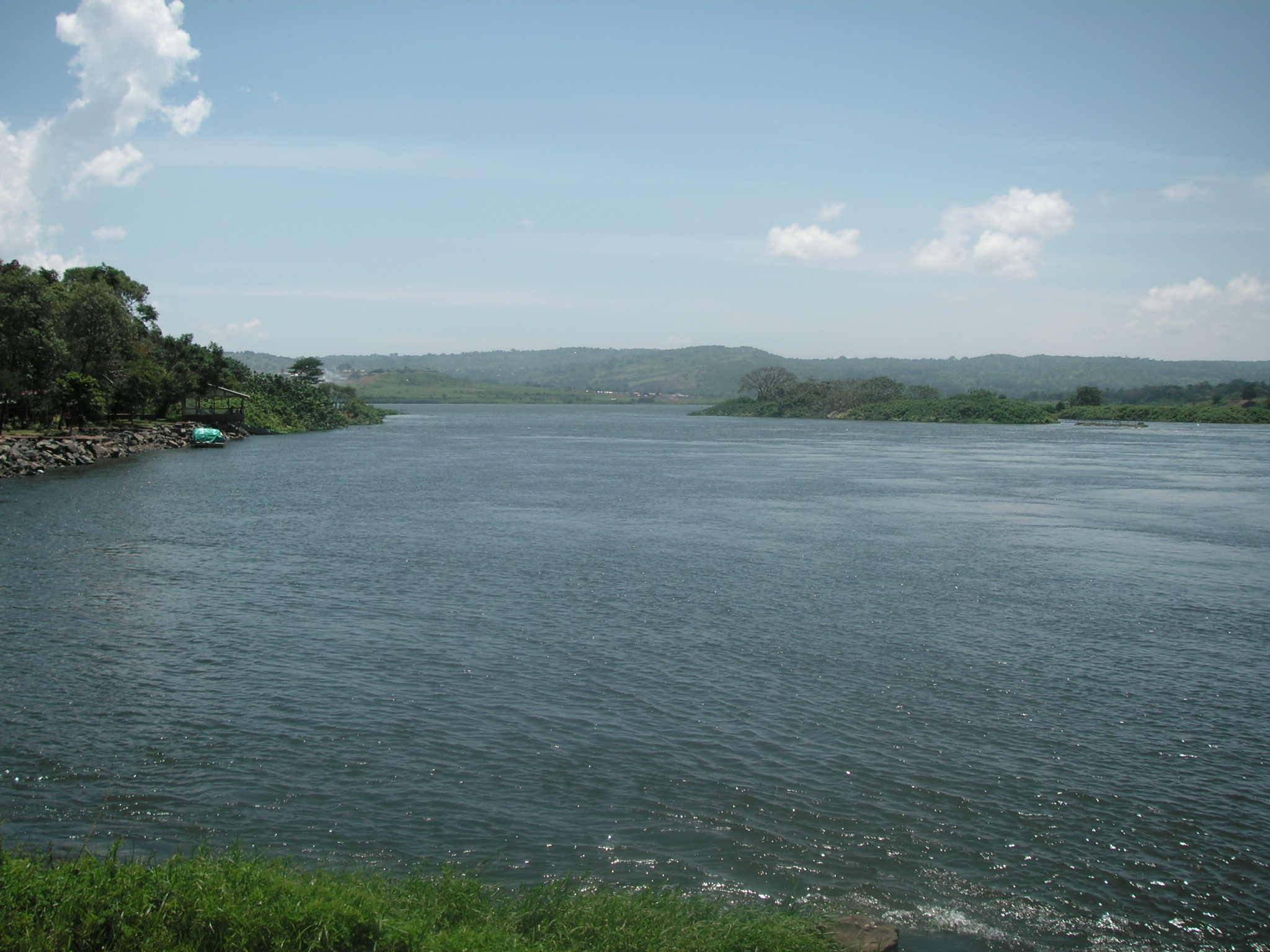
Austritt des Nils aus dem Victoriasee
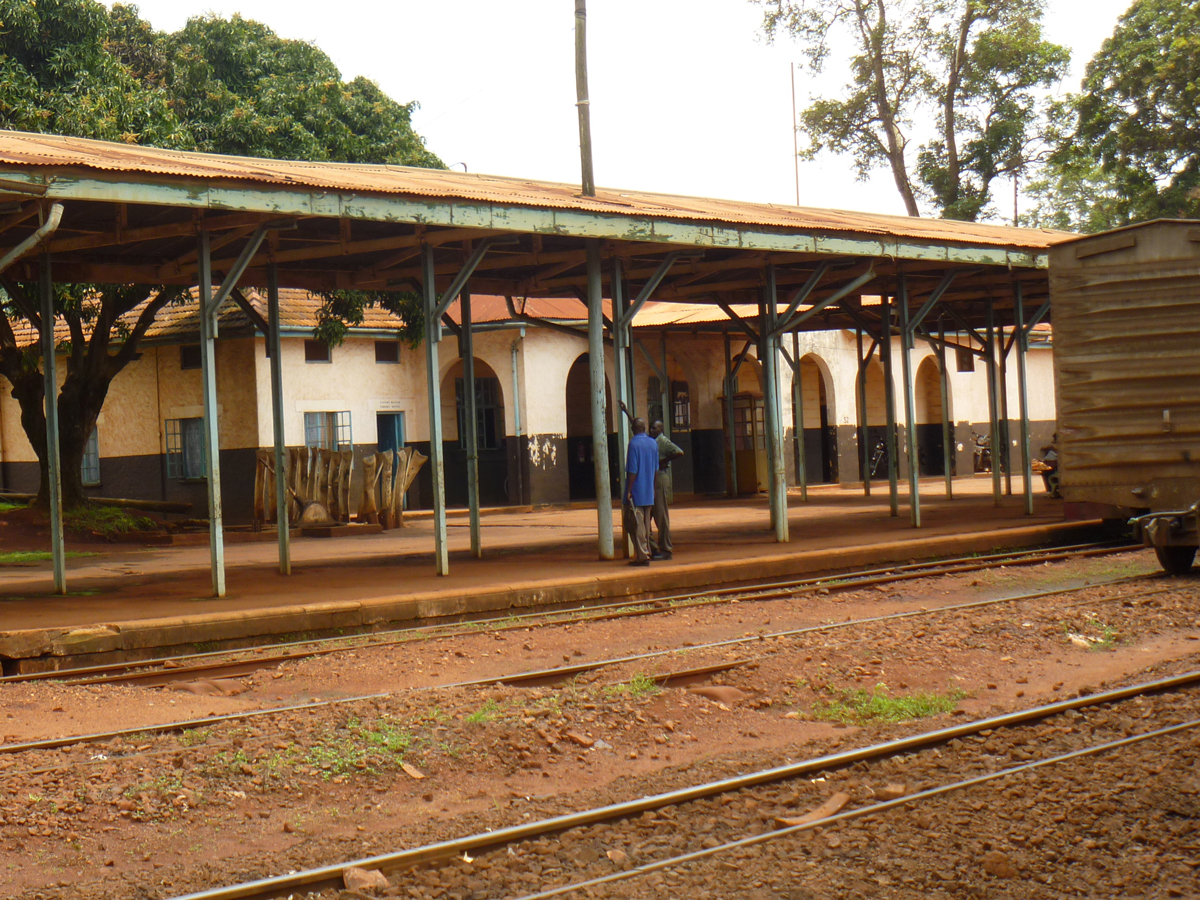
Bahnhof
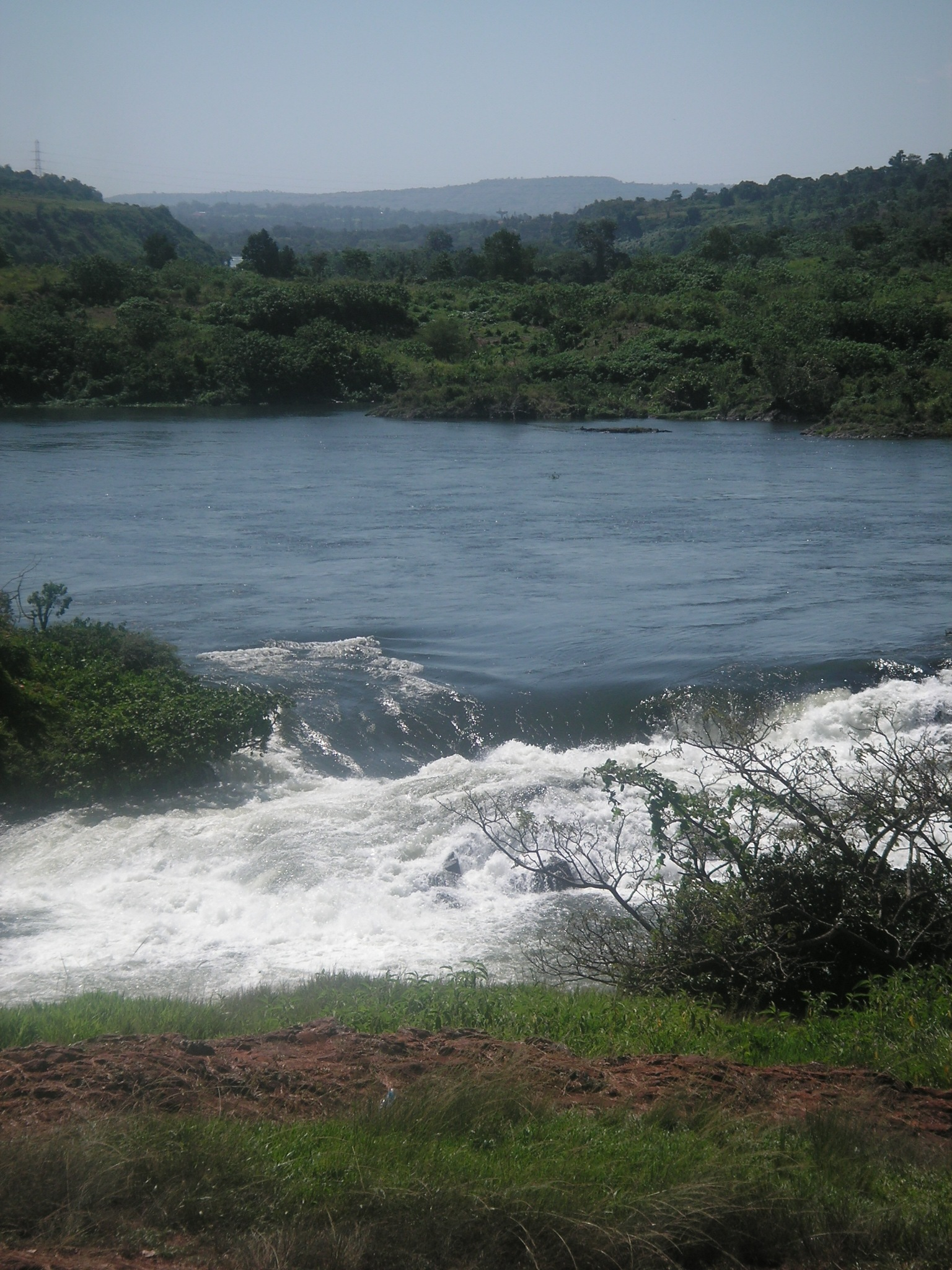
Bujagali Falls

## Bevölkerungsentwicklung
| Jahr           | Einwohner |
| -------------- | --------- |
| Zensus 1911    |           |
| Zensus 1921    |           |
| Zensus 1931    |           |
| Zensus 1940    |           |
| Zensus 1959    | 30.000    |
| Zensus 1969    |           |
| Zensus 1980    |           |
| Zensus 1991    | 65.169    |
| Zensus 2002    | 71.213    |
| Schätzung 2005 | 93.060    |

## Klima
|                         | Januar | Februar | März | April | Mai | Juni | Juli | August | September | Oktober | November | Dezember | Jahr |
| ----------------------- | ------ | ------- | ---- | ----- | --- | ---- | ---- | ------ | --------- | ------- | -------- | -------- | ---- |
| Niederschlag in mm      | 50     | 70      | 120  | 170   | 130 | 65   | 50   | 105    | 80        | 95      | 100      | 85       | 1120 |
| Ø min. Temperatur in °C | 15     | 15      | 15   | 15    | 15  | 14   | 14   | 15     | 15        | 15      | 15       | 14       | 14,8 |
| Ø max. Temperatur in °C | 29     | 30      | 29   | 28    | 27  | 27   | 27   | 28     | 28        | 29      | 30       | 29       | 28,4 |